# Дроздов Олексій Васильович
Олексій Васильович Дроздов (нар. 3 грудня 1983, Клинці, Брянська область) — російський багатоборець. Бронзовий призер чемпіонату Європи 2006 року у десятиборстві та чемпіонату світу 2010 року в приміщенні у семиборстві, чемпіон Європи серед юніорів (2005), чемпіон Росії (2010, 2011).

## Кар'єра
Від 2005 року виступає у змаганнях дорослого рівня. 2005 року дебютував на чемпіонаті світу (10-е місце) та чемпіонаті Росії. 2006 року на чемпіонаті Європи посів третє місце, на чемпіонаті Росії — друге. 2007 року на чемпіонаті світу став четвертим. 2008 року виграв золото чемпіонату Росії і увійшов до складу збірної на Олімпіаду в Пекіні, де посів 12 місце.
2010 року досяг найвищого успіху в кар'єрі — третє місце на чемпіонаті світу в закритих приміщеннях у Катарі.
Наказом міністра спорту Росії № 37-нг від 30.03.2015 удостоєний почесного звання заслужений майстер спорту Росії.

## Основні результати
| Рік  | Турнір                         | Місце проведення     | Місце | Результат               |
| ---- | ------------------------------ | -------------------- | ----- | ----------------------- |
| 2005 | Чемпіонат Європи в приміщенні  | Мадрид, Іспанія      | 6-е   | 5939 (7-борство)        |
| 2005 | Чемпіонат Європи серед молоді  | Ерфурт, Німеччина    | 1-е   | 8196                    |
| 2005 | Чемпіонат світу                | Гельсінкі, Фінляндія | 10-е  | 8038                    |
| 2006 | Чемпіонат світу в приміщенні   | Москва, Росія        | 5-е   | 6052 (7-борство)        |
| 2006 | Чемпіонат Європи               | Осака, Японія        | 3-є   | 8350                    |
| 2007 | Чемпіонат Європи в приміщенні  | Бірмінгем, Італія    | DNF   |                         |
| 2007 | Чемпіонат світу                | Осака, Японія        | 4-е   | 8475 (особистий рекорд) |
| 2008 | Олімпійські ігри               | Пекін, КНР           | 12-е  | 8154                    |
| 2009 | Чемпіонат Європи в приміщенні  | Турин, Італія        | 4-е   | 6101 (7-борство)        |
| 2009 | Кубок Європи з багатоборств    | Щецин, Польща        | 6-е   | 8081                    |
| 2010 | Чемпіонат Росії з багатоборств | Пенза, Росія         | 2-е   | 6300 (7-борство)        |
| 2010 | Чемпіонат світу в приміщенні   | Доха, Катар          | 3-е   | 6141 (7-борство)        |
| 2010 | Чемпіонат Європи               | Барселона, Іспанія   | 7-е   | 8029                    |
| 2011 | Чемпіонат Росії з багатоборств | Чебоксари, Росія     | 1-е   | 8334                    |
| 2011 | Чемпіонат світу                | Тегу, Південна Корея | 4-е   | 8313                    |

- DNF — не фінішував.